# Todd Petherick
Todd Petherick (ur. 19 sierpnia 1981 w Christchurch) – nowozelandzki wioślarz.

## Osiągnięcia
- Mistrzostwa Świata Juniorów – Płowdiw 1999 – ósemka – 6. miejsce[1].
- Mistrzostwa Świata – Linz 2008 – dwójka bez sternika wagi lekkiej – 10. miejsce[1].
- Mistrzostwa Świata – Poznań 2009 – czwórka bez sternika wagi lekkiej – 16. miejsce[1].